# Janina Kölsch
Janina Kölsch (* 30. März 1991 in Köln, Nordrhein-Westfalen) ist eine deutsche Leichtathletin, die sich auf 100- und 200-Meter-Läufe spezialisiert hat.

## Berufsweg
Kölsch ist Studentin. Sie begann 2010 ein Studium an der Deutschen Sporthochschule.

## Sportliche Laufbahn
Schon als Schülerin war Kölsch erfolgreich, errang regional und auf Landesebene Meister- und Vizemeistertitel. Sie stellte auch Rekorde, etwa einen Kreisrekord über 100 Meter mit 12,18 Sekunden auf, oder führte national die Bestenliste 2006 im Schülerinnenbereich über 80 Meter Hürden und beim 100-Meter-Lauf an. Als 15-Jährige erzielte Kölsch eine 60-Meter-Hallenbestzeit von 7,68 Sekunden.
Nach der Schulzeit und Studienbeginn hatte Kölsch 2012 mit einem 4. Platz und 2013 mit einem 5. Platz bei den Deutschen Meisterschaften als Staffelläuferin über die 4-mal 400 Meter Erfolge.
2015 verbesserte sie sich auf einen 3. Platz bei den Deutschen Hallenmeisterschaften mit der 4-mal-200-Meter-Staffel und wurde Deutsche Vizemeisterin mit dem 4-mal-100-Meter-Quartett.
2016 lief Kölsch bei den Deutschen Hallenmeisterschaften mit 7,35 s eine persönliche 60-Meter-Bestzeit. Bei den Deutschen Meisterschaften kam sie bei Gegenwind (−2,1 m/s) in 11,59 s auf den sechsten Rang und wurde damit für die 4-mal-100-Meter-Staffel bei den Europameisterschaften in Amsterdam nominiert. Sie war Ersatzläuferin der Staffel die Bronze holte.
2018 holte Kölsch bei den Deutschen Hallenmeisterschaften in Dortmund mit der 4-mal-200-Meter-Staffel den dritten und bei den Deutschen Meisterschaften in Nürnberg mit der 4-mal-100-Meter-Staffel den 4. Platz.

## Vereinszugehörigkeiten
Janina Kölsch startet seit 1. Januar 2013 für den LC Paderborn und war zuvor beim ASV Köln.

## Trivia
Kölsch ist sportlich familiär vorbelastet, die Mutter ist eine ehemalige Sprinterin und der Vater Vereins- und Stützpunkttrainer.

## Bestleistungen
(Stand: 18. Oktober 2018)
Halle
- 60 m: 7,35 s (Leipzig, Deutsche Hallenmeisterschaften, 27. Februar 2016)
- 4 × 200 m: 1:35,97 min (Leipzig, Deutsche Hallenmeisterschaften, 28. Februar 2016)

Freiluft
- 100 m: 11,44 s (+1,8 m/s) (Weinheim, Kurpfalz Gala, 29. Mai 2016)
- 200 m: 24,69 s (0,5 m/s) (Weinheim, Kurpfalz Gala, 26. Mai 2018)
- 4 × 100 m: 43,91 s (Regensburg, Sparkassen Gala, 5. Juni 2016)

## Erfolge
national
- 2008: Deutsche U20-Meisterin (4 × 100 m)
- 2010: Deutsche U20-Meisterin (4 × 100 m)
- 2012: 4. Platz Deutsche Meisterschaften (4 × 100 m)
- 2013: 5. Platz Deutsche Meisterschaften (4 × 100 m)
- 2015: 3. Platz Deutsche Hallenmeisterschaften (4 × 200 m)
- 2015: Deutsche Vizemeisterin (4 × 100 m)
- 2016: 6. Platz Deutsche Meisterschaften (100 m)
- 2016: 3. Platz Deutsche Meisterschaften (4 × 100 m)
- 2018: 3. Platz Deutsche Hallenmeisterschaften (4 × 200 m)
- 2018: 4. Platz Deutsche Meisterschaften (4 × 100 m)

international
- 2016: 3. Platz Europameisterschaften (4 × 100 m)